# Caudron C.67

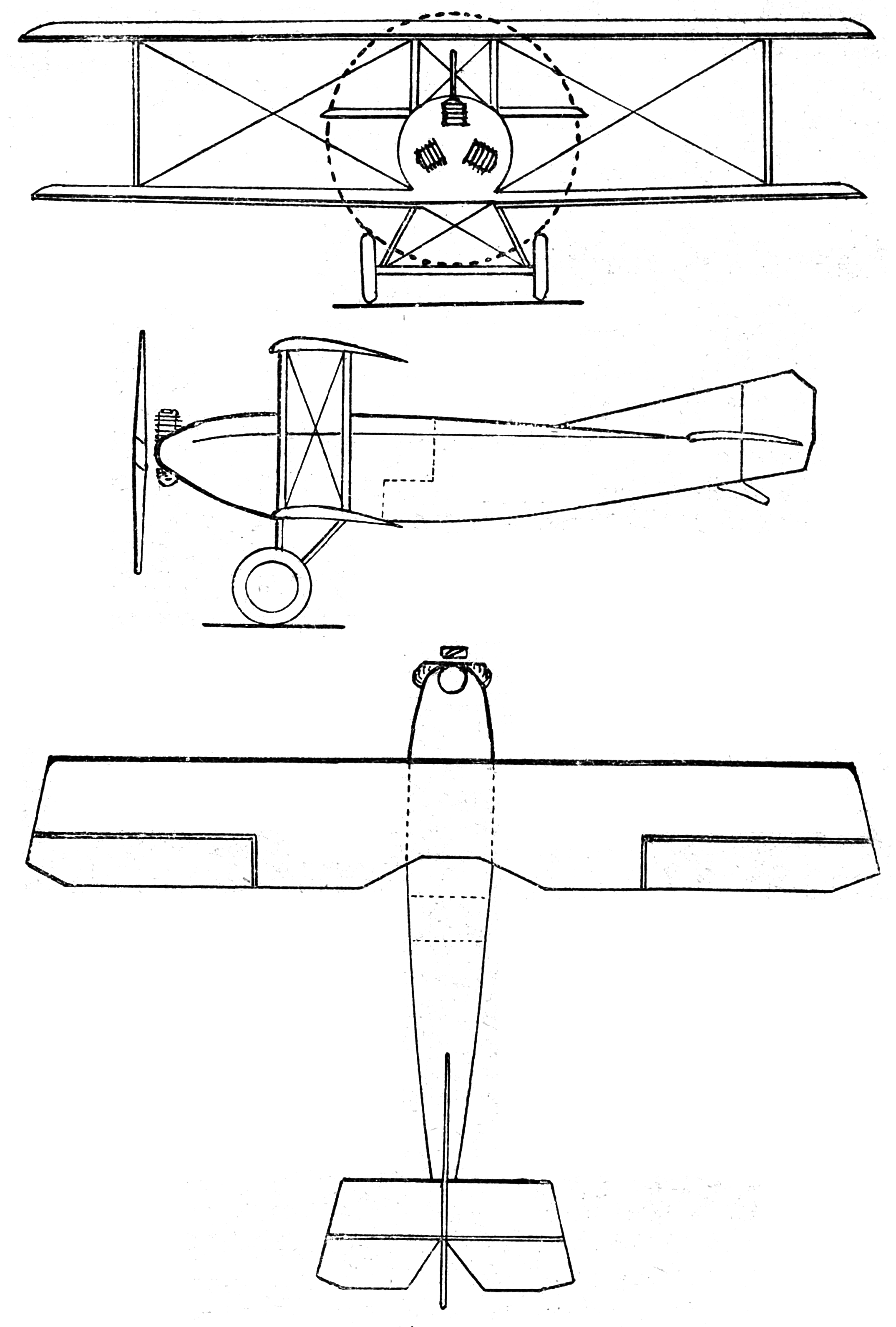
Plan 3 vues du Caudron C.67.

Le Caudron C.67 était un avion biplan monoplace doté d'un moteur de faible puissance. Il a été construit et a volé en France en 1922.

## Historique
Au printemps de 1922, Caudron construit le Caudron C.67. Il s’agit d'un biplan monoplace équipé d'un moteur trois cylindres Anzani de 25 ch (19 kW) refroidi par air.
En 1922, il participe à des vols de démonstration, effectuant des figures de voltige aérienne. À la fin de l’année, il est exposé à la 8e exposition internationale de l'aéronautique à Paris. Malgré de bonnes performances de vol, l'avion n'est pas construit en série et seul un exemplaire et produit.